# Kako izdresirati zmaja 3
Kako izdresirati zmaja 3 (eng. How To Train Your Dragon: The Hidden World) je računalno-animirani film fantasy tematike iz 2019. godine, te kao i prethodnici Kako izdresirati zmaja i Kako izdresirati zmaja 2 bazira na serijalu knjiga Cresside Cowell i služi kao završetak filmske trilogije. Sa scenarijem i režijom pod Dean DeBloisom u filmu ponovno posuđuju glasove Jay Baruchel, America Ferra, Cate Blanchett, Craig Ferguson, te kao pridošlica F. Murray Abraham.
Radnja prati Štucka u potrazi za tajnim Skrivenim svijetom zmajeva, utopijom gdje bi svi mogli živjeti na sigurnom, dok pažnju Bezubice privlači ženka Svijetli Bijes.
Film je došao 22. veljače u Američka, a već 31. siječnja u Hrvatska kina. Primio je široke pohvale kritičara hvaleći animaciju, akcijske scene, glazbu, glasovnu glumu, likove, emotivnu težinu i zaključak radnje. Film je zaradio preko 519 $ milijuna, postao deseti film s najboljom zaradom 2019., te za Universal animirani film s najboljom zaradom.

## Radnja
Godinu dana nakon događaja prošlog filma, Štucko i drugi jahaći nastavljaju oslobađati zarobljene zmajeve i dovoditi ih na Berk gdje polako pokušavaju stvoriti utopiju za ljude i zmajeve. No neprekidno donošenje novih zmajeva je dovelo do prenapućenosti otoka što Štucka navodi da pronađe Skriveni svijet zmajeva o kojemu je njegov otac Stoik znao govoriti. Isto vremeno neprijateljski vojskovođe daruju Grimmelu zmajicu sličnu Noćnom Bijesu koju on želi iskoristiti da ulovi Bezubicu.
Ubrzo Bezubica otkriva u šumi zmajicu koju Astrid imenuje Svijetli Bijes, ali ova prestrašeno bježi kada osjeti Štuckovu prisutnost. Nakon što Štucko i Tvrdbadem pronalaze zamke na mijestu gdje se nalazila zmajica, Grimmel posjećuje Štucka u njegovoj kući tražeći da mu se isporući Bezubica, ali je Štucko pripremio zamku, no Grimmel bježi i usput pali Štuckovu kuću i pola Berka. Nakon dramatične noći Štucko odlučuje se sa svojim narodom seliti i pronaći Skriveni svijet gdje bi mogli živjeti sa svojim zamjevima bez opasnosti od lovaca.
Na pola puta otkrivaju otok na kojemu planiraju kratko predahnuti, ali uskoro ga stanovnici imenuju Novi Berk. Kako Bezubica nije u stanju sam letiti mu Štucko izrađuje poboljšanu protezu pomoću koje je sada samostalan, te kada ponovno sreće Svijetli Bijes s njom leti u nepoznate krajeve. Isto vremeno Valka saznaje da Grimmel sprema vojsku s kojom ih namjerava naći, te Štucko i ostali odlaze u napad ali upadaju u zamku i jedva pobjegnu. Tvrdokora pada u neprijateljske ruke, ali toliko dugo iritira Grimmela dok ju ne pušta na slobodu s namjerom da ju sljedi do novog skrovišta stanovnika Berka.
U međuvremenu Štucko i Astrid u potrazi za Bezzubicom pronalaze Skriveni svijet, te vide kako Bezubica i Svijetli Bijes kao par vode zmajeve. No kada ih drugi zmajevi otkrivaju im Bezubica pomaže pobijeći dok Štucko shvaća ljudima tamo nije mjesto. Kada stignu do Novog Berka se Grimmel odjednom pojavljuje i hvata Bezubicu i Svijetli Bijes koja je sljedila Bezubicu te naređuje da se pridruže i ostali zmajevi otoka.
Uz Astridinu potporu Štucko odlučuje spasiti zmajeve i zaustaviti Grimmela. Zajedno s ostalima iznenade Grimmelovu vojsku i zapoćnu borbu. Dok Štucko oslobađa Bezubicu, Grimmel drogama hipnotizira Svijetli Bijes da sljedi zapovijedi te ih Štucko i Bezubica sljede, ali Grimmel omamljuje Bezubicu i ovaj počinje padati zrakom. Štucko, shvativši da ne može sam spasiti Bezubicu oslobađa Svijetli Bijes i moli ju da spasi Bezubicu. Dok Grimmel i Štucko padaju prema moru se Svijetli Bijes odjednom vrati spasiti Štucka dok Grimmel pada u more.
Ponovno na otoku Štucko i Bezubica shvaćaju da zmajevi nikada ne mogu biti sigurni u ljudskom svijetu, te se u suzama opraštaju jedan od drugoga dok i ostali stanovnici Berka puštaju svoje zmajeve. Nekoliko mjeseci kasnije je otok za stalno naseljen i cijelo mjesto slavi vjenčanje Štucka i Astrid.
Deset godina kasnije Štucko i Astrid plove sa svoje dvoje djece da posjete rub Skrivenog svijeta. Tamo ih očigledno čekaju Bezubica i Svijetli Bijes s vlastitim mladunčem. Nakon prvog veselja između Štucka i Bezubice polako Štucko upoznaje svoju djecu sa zmajevima. Zajedno s djecom Štucko i Astrid lete na zmajevima kroz nebo.

## Hrvatska sinkronizacija
| Uloge                               | Originalna verzija       | Hrvatska verzija  |
| ----------------------------------- | ------------------------ | ----------------- |
| Štucko (Hiccup)                     | Jay Baruchel             | Mitja Smiljanić   |
| Astrid                              | America Ferrera          | Mia Krajcar       |
| Eret                                | Kit Harington            | Frano Mašković    |
| Ribonogi (Fishlegs)                 | Christopher Mintz-Plasse | Kristijan Potočki |
| Ždero (Gobber)                      | Craig Ferguson           | Ozren Grabarić    |
| Grimmel Grozni (Grimmel the Grisly) | F. Murray Abraham        | Goran Grgić       |
| Tvrdbadem (Tuffnut)                 | Justin Rupple            | Marko Makovičić   |
| Tvrdakora (Ruffnut)                 | Kristen Wiig             | Ana Kvrgić        |
| Šmrklja (Snotlout)                  | Johan Hill               | Dušan Bućan       |
| Stoik                               | Gerard Butler            | Robert Ugrina     |
| Valka                               | Cate Blanchett           | Jadranka Đokić    |

Ostali glasovi: 
- Ivan Đuričić
- Marko Juraga
- Mirta Zečević
- Dražen Bratulić
- Domagoj Janković
- Boris Barberić
- Daniel Dizdar
- Mima Karaula
- Dragan Peka
- Karlo Lasić

- Sinkronizacija: Rubikon Sound Factory
- Redatelj dijaloga: Luka Rukavina
- Prijevod i adaptacija dijaloga: Pavlica Bajsić Brazzoduro
- Tonski snimatelj: Ivor Plužarić

## Produkcija
U prosincu 2010. godine izvršni direktor DreamWorks Animation-a Jeffrey Katzenberg najavio je da će biti i treći film iz serije: "Kako izdresirati zmaja je najmanje trodjelna priča, možda i više, ali znamo da u toj priči postoje barem tri poglavlja." Dean DeBlois, pisac i redatelj drugog i trećeg filma, izjavio je da je Kako izdresirati zmaja 2 je bio zamišljen kao drugi čin trilogije: "Postoje određeni likovi i situacije koji se odigravaju u drugom filmu koje će postati mnogo važnije za priču do trećeg. " DeBlois je u intervjuu rekao da će treći dio biti objavljen 2016. Iako je serija krenula drugačijim putem pripovijedanja priče o Štucku i vikinzima, autorica Cressida Cowell otkrila je da će trilogija i serija knjiga imati slične završetke (s “objašnjenjem zašto više nema zmajeva“).
Film su producirali Bonnie Arnold i Brad Lewis, dok su DeBlois i Chris Sanders ostali izvršni producenti; Sanders je bio izvršni producent drugog filma i ko-redatelj prvog. Jay Baruchel, Gerard Butler, Craig Ferguson, America Ferrera, Jonah Hill, Christopher Mintz-Plasse i Kristen Wiig vratili su se u trećem filmu, a Justin Rupple je zamijenio T.J. Millera kao Tvrdobadem. DeBlois je otkrio da se Miller u početku bio namijenjen da pokloni glas, ali DreamWorks ga je zamijenio nakon optužbi za neprikladno ponašanje i uhićenje zbog pozivanja na lažnu prijetnju bombom. Cate Blanchett također je ponovila svoju ulogu Valke iz drugog filma. Dana 14. studenog 2017. objavljeno je da će Kit Harington ponoviti svoju ulogu Ereta, a glumačkoj sceni pridružio se F. Murray Abraham. Tijekom ranijih faza produkcije, DeBlois je izjavio da će se i Djimon Hounsou vratiti kao Drago Bludvist. Planirano je čak i da se Drago otkupi do kraja filma, ali na pola razvoja, suosnivač DreamWorksa Steven Spielberg uvjerio je DeBloisa da je za priču o Dragovom otkupljenju potrebno više vremena za koji nisu mogli pružiti, što je dovelo do ukidanja njegovog uključivanja. 17. travnja 2018. DreamWorks Animation objavio je da će naslov nastavka biti naslovljen Kako izdresirati zmaja: Skriveni svijet. Animacijski izazovi u produkciji zahtijevali su DreamWorks Animation da obnovi i izumi novi softver za rješavanje složenih zadataka, poput osvjetljenja zmaja Svijetli Bijes.

### Glazba
John Powell, koji je skladao i za prethodna dva filma, vratio se kako bi sastavio partituru filma. Uz to, Powellovi suradnici Batu Sener, Anthony Willis i Paul Mounsey zaslužni su za dodatne skladanje. Isto se nakon prethodnih suradnji na filmovima ponovno pridružio Jónsi koji je napisao novu pjesmu za film, pod nazivom "Zajedno od daleka", koja je objavljena kao singl 31. siječnja 2019. Jónsi je osigurao i vokale za pjesmu pod nazivom "Skriveni svijet".

## Kritike
Na internetskoj stranici Rotten Tomatoes, film ima ocjenu odobravanja od 91% na temelju 244 recenzije i prosječnu ocjenu 7,25 / 10. Kritični konsenzus stranice glasi: "Rijetki slučaj trilogije koja zaista djeluje, Kako izdresirati zmaja: Skriveni svijet dovodi svoju sagu do vizualno blistavog i emocionalno dirljivof zaključka." Na stranici Metacritic ima prosjek ocjene 71 od 100, temeljen na 38 kritičara, što ukazuje na "općenito povoljne kritike". Publika koju je ispitivao CinemaScore filmu je dala prosječnu ocjenu "A" na ljestvici od A do F (isti rezultat postigao je u prva dva filma), dok su oni na PostTraku dali ocjenu od 90% i definitivnu preporuku od 77% " absolutna preporuka„.
Jennifer Bisset iz CNET-a pohvalila je glasovnu glumu glavnih likova, istovremeno naglašavajući vizualne i akcijske sekvence, te je izdvojila razvoj odnosa između Štucka i Bezzubice, rekavši: "Nastavljajući dugogodišnji fokus filmskog serijala na obitelj i ljubav, Kako izdresirati zmaja: Skriveni svijet sužava se na ono što te vrijednosti znače za Bezzubicu. Doživljava romantiku. Odrasta. I s teškim, zadovoljnim srcima puštamo njega i Štucka da idu svojim putem. "
Michael Nordine iz IndieWire-a dao je filmu ocjenu B, rekavši: "Još jednom režiran od Dean DeBloisa, Skriveni svijet udara gorko-slatkim akordom podsjećajući svoju mladu publiku da sve dobre stvari - uključujući i doba zmajeva - moraju završiti „. Kasnije je aplaudirao CGI animaciji, hvaleći "ushićujuće vizuale", te zakljućio da je "animacija sama po sebi upečatljiva - rana scena u kojem je nebo ispunjeno zmajevima prvi je znak vizualnih poslastica koje dolaze - i završavaju kao vrhunac filma. " Ben Kenigsberg iz New York Timesa dao je pozitivnu recenziju likova i emocionalnih poruka filma, napisavši "Više gorko i manje trijumfalno od svojih prethodnika, ponovno režiran od Dean DeBloisa, Skriveni svijet dotiče se dužnosti kojih se Štucko suočava kao vođa, kako politički tako i osobno. Ako istinski volite zmaja kojeg ste trenirali, njegova poruka kaže, pusti ga. "
Suprotno tome, neki kritičari smatrali su da je film imao preveliko žonglerirane sporednim-pričama i obavezan završetak, a Movie Crypt je zaključio da će "obožavatelji uživati u gledanju svojih likova koji odrastaju i napreduju dok su priče likova zatvorene, ali konačna rezolucija zvuči šuplje. U konačnici, ništa od toga nije se pokazalo potrebnim, osim potrebe da se oproste; zmajevi i njihovi prvaci sigurno su zaslužili bolji zaključak od toga. " Kerry Lengel iz Arizonske Republike kaže da je "Zaplet je mršav i lep, a likovi su uglavnom samo ponavljanja koja se ponavljaju", te film naziva "lijenim naporom".

## Unutarnje poveznice
- DreamWorks Animation

## Vanjske poveznice
- Kako izdresirati zmaja 3 na IMDb-u